# Earcon
Earcon är en ljudsignal som används istället för en grafisk bild (ikon) i ett användargränssnitt i en dator. Termen myntades 1989.